# Strong Deformity
A Strong Deformity zenekar 1995-ben alakult Szombathelyen az Extreme Deformity (death grindcore) és a Jeanne Dark (rock-metal-dark wave) zenekarokból.

## Alapítótagság
- Bertalan Balázs – dob (Extreme Deformity)
- Bertalan Zsolt – gitár (Extreme Deformity)
- Bíró Tamás – ének (Jeanne Dark)
- Fodor Szabolcs – gitár (Jeanne Dark)
- Kováts Tibor – basszusgitár (Jeanne Dark)

## Történet
Megalakulásuk után Vida Ferenc (Lord) leszerződtette őket kiadójához, az LMS Recordshoz. 1996-ban megjelent első albumuk, A Fájdalom Hatalma.
Ennek licencét vette meg az osztrák Core&More Records, aminek köszönhetően az album angol verziója Power Of Pain címmel Európa más országaiban is kaphatóvá vált. 
1998-ban, énekescsere közben, megírták második, Racket címre hallgató, angol nyelvű albumuk anyagát, amit az osztrák NSM Records gondozott. Ennek licencét vette meg a magyar Nephilim Records, aminek köszönhetően az album Magyarországon is elérhetővé vált. Bíró Tamás elhagyta el a zenekart, és helyére Fekete Károly (Womb, Kali Yuga) érkezett. Az új énekes érkezésével kicsit mást irányt vett a zenekar stílusa. A zene sokkal "ragacsosabbá", groove-osabbá, az ének dallamosabbá válik. 
A felvételek az akkoriban rock- és metálprodukciók köreiben szintén nagyon népszerű HSB stúdióban készültek Hidasi Barnabás és Regenye Zoltán hangmérnökök közreműködésével. A felvétel érdekessége, hogy az Omega zenekartól kikölcsönöztek egy 24 sávos szalagos tape recordert, amire a dalokat (az éneksávok kivételével) élőben rögzítették. A gitárok mélyebbre hangolódtak, (drop-H) erősítőiket Mesa Boogie Rectifier-ekre cserélték, ezáltal  a zenekar egy súlyosabb, vastagabb hangzást kapott. 
Elkészült első videóklipjük a Standby c. dalra. A videót Váradi Gábor szombathelyi filmes rögzítette és vágta. A klipet a magyar Z+, később a Viva TV is műsorára tűzte.
A zenekar  harmadik, Magic Syrup c. albuma 2002-ben jelent meg a Magneoton (Warner Music Hungary) kiadó gondozásában. Ennek producerei a magyar elektronikus zenei színtér vezető zenekarának, az Anima Sound Systemnek producerei, Prieger Zsolt és Németh Gergő.  Az albumot Magyarország akkori legjobb stúdiójában, az Akvárium Stúdióban keverték. A felvételek szintén a már említett HSB stúdióban készültek, részben a Racket c. albumnál is használt Tape Recorder segítségével.
Az album Imaginary Adventures c. dalához nagy költségvetésű videóklip készült, amit filmszalagra forgattak Oláh István kliprendezővel. A dal a Viva TV slágerlistájának 2. helyéig jutott. A klipet a brit Music Television (MTV) is bemutatta.
A Genie In My Mind c. dalhoz a zenekar saját rendezésben készített videót Miski Ádám szombathelyi filmes, zenész segítségével.
2003-ban megjelent egy remix EP is, amelyen különböző DJ-k és elektronikus zenei projektek remixelték a Genie In My Mind c. dalt.
A zenekar egy 2006-os Sziget Fesztivál koncerttel lezárta ezt a korszakát, és hosszú szünetre vonult. 
Majdnem 10 év telt el, amikor 2015-ben újra dolgozni kezdenek. A zenekarban Bertalan Zsoltot és Fodor Szabolcsot Sipos Andris és Háni Szabolcs váltották gitáros posztokon.
2016 elején kiadták első közös dalukat, a Timeless Gardent.
Ezután minden évben kijöttek egy-egy single-lel. 2022-ben új albummal jelentkeztek Inside Your Sun címmel. Az album gondozását a Hammerworld Recordings vállalta magára.
A zenekarba Bertalan Zsolt alapító gitáros is visszatért.

## Diszkográfia[7]
- A Fájdalom Hatalma / LMS Records 1996
- The Power Of Pain / Core&More Records (A) 1996
- Racket / NSM Records (A) 1998
- Racket / Nephilim Records  1999
- Magic Syrup / M-Ton Records 2002
- Genie In My Mind Remix EP /  M-Ton Records 2003
- Timeless Garden single / CD Baby 2016
- Take Your Demons To A Rooftop Bar single / CD Baby 2017
- Hidden Doors Of Sanctuary single / CD Baby 2018
- Idol In The Mirror single / CD Baby 2019
- Riding A Hurricane single / CD Baby 2020
- Manitou single / WMMD 2021
- Inside Your Sun / Hammerworld Records 2022

### Videóklipek
- Standby https://youtu.be/-2jylOWYnGI
- Imaginary Adventures https://youtu.be/lS-F9PURUhQ
- Genie In My Mind https://youtu.be/12bYuamatDg
- Timeless Garden https://youtu.be/_7yeOKcIb2c
- Take Your Demons To A Rooftop Bar https://youtu.be/1oVY9iVe3Tk
- Hidden Doors Of Sanctury https://youtu.be/_VqBzMZ8dY0
- Idol In The Mirror https://youtu.be/LrlklamL6WU
- Riding A Hurricane https://youtu.be/cJTup6s7p64
- Manitou https://youtu.be/jpo27D9BwKE
- Dancing Flame https://youtu.be/nKy6v9oCBb0